# Gertrude B. Elion
Gertrude Belle Elion (født 23. januar 1918 i New York, døde den 21. februar 1999 i North Carolina) var en amerikansk biokemiker og farmakolog, og modtager af Nobelprisen i fysiologi eller medicin i 1988.